# Bielow
Bielow (ros. Белёв) – miasto w Rosji, w obwodzie tulskim, nad Oką. Stolica rejonu bielowskiego. W 2009 liczyło 14 425 mieszkańców.
Znajduje się tu stacja kolejowa Bielow, położona na linii Bielow – Kozielsk.